# Parodia pilayaensis
Parodia pilayaensis ist eine Pflanzenart aus der Gattung Parodia in der Familie der Kakteengewächse (Cactaceae). Das Artepitheton pilayaensis verweist auf das Verbreitungsgebiet in der Gegend des Río Pilaya.

## Beschreibung
Parodia pilayaensis wächst einzeln und bildet im Alter Gruppen. Die mehr oder weniger dickzylindrischen, grünen bis hellgrünen Triebe erreichen Wuchshöhen von 5 bis 15 Zentimeter und Durchmesser von 5 bis 8 Zentimeter. Der Triebscheitel ist weiß bis hellbraun bewollt. Es sind 13 bis 15 im Querschnitt nahezu dreieckige Rippen vorhanden, die mehr oder weniger deutlich gekerbt sind. Die darauf befindlichen 4 bis 8 Millimeter voneinander entfernt stehenden, leicht ovalen Areolen sind 2 bis 3 Millimeter breit und 3 bis 4 Millimeter lang. Sie sind anfangs mit weißlicher bis gelblicher bis hellbräunlicher Wolle besetzt und verkahlen später. Die mehr oder weniger weißlichen bis hellbräunlichen Dornen besitzen dunklere Spitzen und vergrauen später. Die vier über Kreuz stehenden Mitteldornen – selten sind fünf vorhanden – sind etwas nadelig, an der Basis leicht zwiebelförmig verdickt und 1,4 bis 2,5 Zentimeter lang. Die sechs bis acht Randdornen sind dünner als die Mitteldornen und weisen Längen von 0,6 bis 1,6 Zentimeter auf.
Die roten bis karminroten Blüten erreichen Längen von bis zu 2 Zentimeter und Durchmesser von bis zu 3 Zentimeter. Ihr Perikarpell und die Blütenröhre sind mit Schuppen und weißen Haaren bedeckt. Die Narben sind gelblich oder rot. Die nahezu kugelförmigen, gelblichen bis rötlichen Früchte sind 4 bis 6 Millimeter lang, etwa  Millimeter breit und mit weißer Wolle besetzt. Die Früchte enthalten schwarze, selten schwarzbraune, glänzende Samen von etwa 0,48 bis 0,6 Millimeter Länge.

## Verbreitung und Systematik
Parodia pilayaensis ist im bolivianischen Departamento Tarija im Nordosten der Provinz Eustaquio Méndez in Höhenlagen von 1500 bis 1900 Metern verbreitet. Zur Begleitvegetation gehören Gymnocalycium pflanzii, Trichocereus-Arten und Deuterocohnia brevispicata.
Der Artname Parodia pilayaensis wurde erstmals 2001 von Klaus Beckert erwähnt. Die Erstbeschreibung durch Lothar Diers und Klaus Beckert wurde 2006 veröffentlicht.

## Nachweise